# Rangamati (distrito)
Rangamati é um distrito localizado na divisão de Chatigão, em Bangladexe.